# Thomas Wenman
Pour les articles homonymes, voir Wenman.
Thomas Francis Wenman (18 novembre 1745 - 8 avril 1796) est un professeur britannique, historien de la nature et antiquaire.

## Biographie
Il est le deuxième fils de Philip Wenman (6e vicomte Wenman) et de sa femme Sophia, fille et héritière de James Herbert de Tythorpe. Il est né à Thame Park, Oxfordshire en 1745. Il fait ses études à l'University College, Oxford, immatriculé le 22 octobre 1762. Le 12 mai 1764, il est admis au Inner Temple comme étudiant.
En 1765, alors qu’il étudie le droit, il est élu membre du All Souls College d’Oxford et, en 1770, admis au barreau. Il obtient également des diplômes de droit civil à Oxford, devenant BCL en 1771 et DCL en 1780. Wenman se présente sans succès à Wallingford en 1774, mais est élu pour Westbury et siège à la Chambre des Communes jusqu'en 1780.
Il est élu membre de la Royal Society le 21 janvier 1779 . Peut-être en raison de son intérêt pour les antiquités, il est élu conservateur des archives de l'Université d'Oxford le 15 janvier 1781 et est nommé administrateur délégué de l'université en décembre.
En 1789, il est nommé professeur de droit civil Regius à la suite de Robert Vansittart (juge), mais son intérêt réel réside dans l'histoire naturelle et la botanique. Alors qu'il collecte des spécimens, il tombe dans la rivière Cherwell, près de Water Eaton, et se noie le 8 avril 1796. Il est inhumé dans la chapelle de All Souls le 15 avril 1796.